# Edward Millward
Edward Glynne Millward, znan tudi kot Tedi Millward, valižanski učenjak in nacionalistični politik, * 28. junij 1930, Wales, † 18. april 2020.
Millward je študiral na srednji šoli Cathays v Cardiffu, nato pa na Univerzitetni šoli v Južni Valiziji, kjer je postal predavatelj. Poročil se je s Silvio Hart, s katero je imel dva otroka: Llio, igralka in pevka, ter Andrasa, pisatelj in trener borilnih veščin, ki je umrl oktobra 2016.
Millward je začel delovati v Stranki Walesa (Plaid Cymru). Skupaj z valižanskim zgodovinarjem Johnom Daviesom je na Poletni šoli Stranke Walesa poleti 1962 ustanovil Društvo za valižanski jezik (Cymdeithas yr Iaith). Millward je dvakrat kandidiral za stranko v Cardiganshiru na splošnih volitvah leta 1966 in v Montgomeryshiru leta 1970, vendar ni bil izvoljen. Leta 1966 je bil izvoljen za podpredsednika Stranke Walesa. Pravkar je končal dvoletni mandat podpredsednika Stranke Walesa, ko so ga prosili, naj princa Karla pouči valižanščino pred njegovim ustoličenjem za valižanskega princa. To je potekalo devet tednov na Univerzi v Aberystwythu, pred ustoličenjem valižanskega princa 1. julija 1969.
Millward je bil pozneje predstavnik Stranke Walesa za vodno politiko in se je zavzemal za nenasilno neposredno akcijo proti gradnji novih rezervoarjev. Leta 1976 ga je obrekoval Willie Hamilton, ki je trdil, da je bil med poučevanjem Karla vpleten v teroristične dejavnosti; v poravnavi je prejel 1.000 funtov.
Millward se je nato osredotočil na akademsko kariero in učil valižanščino v Aberystwythu. V zgodnjih osemdesetih letih je podpiral uspešno kampanjo Gwynforja Evansa za televizijsko postajo v valižanskem jeziku. Leta 2003 je začel kampanjo za ustanovitev centra v spomin na Dafydda ap Gwilyma.
Njegova avtobiografija Taith rhyw gymro je izšla leta 2015.
Mark Lewis Jones ga je interpretiral v Netflixovi seriji Krona (The Crown), kjer je prikazan, kako valižanskega princa uči valižanščino. Epizoda z naslovom Tywysog Cymru (valižanski princ) je bila pohvaljena zaradi uporabe valižanščine v večini dialogov in opisana kot »izjemno koristna« za promocijo valižanščine po vsem svetu.